# Joker (carte à jouer)
Pour les articles homonymes, voir Joker.
Le « joker » est une carte à jouer particulière, généralement fournie dans les jeux de cartes, ainsi qu'une brique spéciale du mah-jong.

## Apparence

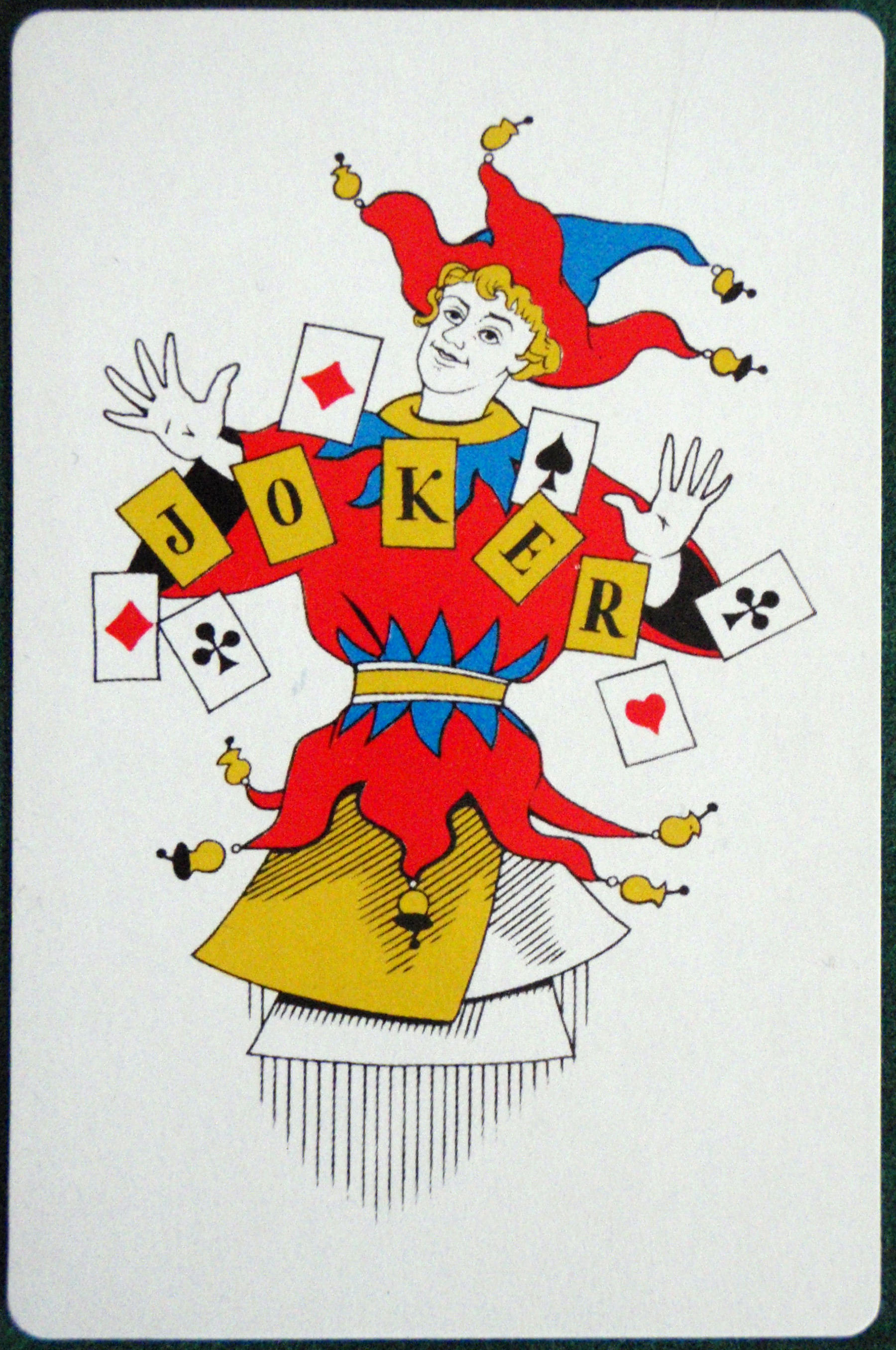
Exemple de carte « joker ».

Le joker est généralement représenté par un bouffon, orné de son chapeau à clochettes ; il est parfois accompagné de cartes à jouer.

## Rôle dans les jeux de cartes
Le rôle du joker est très variable. Beaucoup de jeux n'en font pas usage ; d'autres, comme la variante à 25 cartes du jeu de l'euchre, en font la carte la plus importante. Dans la plupart des cas, il s'agit d'une carte « générique » capable de représenter l'une des autres cartes à jouer.

## Origine du nom
Il semblerait que le terme « joker » provienne d'une erreur de prononciation de « Juker », l'équivalent germano-alsacien du jeu de l'euchre (en allemand ‹ j › note le phonème /j/). La carte a été introduite à l'origine en 1870 dans les jeux de sept famille, en tant que carte la plus forte.
Le terme pourrait également provenir du jeu de poker, où cette carte peut représenter n'importe quelle autre et prend le nom d'« atout impérial » aux États-Unis.
En France, elle apparaît officiellement dans les jeux de carte en 1902, les maisons Camoin ainsi que Fossorier, Amar et Cie, fabricants de cartes, obtenant de l’Administration l’autorisation d’ajouter un joker.

## Au tarot
Le joker est souvent comparé à l'excuse du tarot (l'un des bouts).

## Dans la fiction
- Le Joker, l'un des ennemis de Batman, est basé sur la carte à jouer tant au niveau du nom que celui de l'apparence, et laisse souvent ce type de carte à jouer comme carte de visite.
- Joker est le nom de code de la pègre utilisé par Don Quijote Doflamingo dans le manga One Piece.